# Cotinusa vittata
Cotinusa vittata är en spindelart som beskrevs av Simon 1900. Cotinusa vittata ingår i släktet Cotinusa och familjen hoppspindlar. Inga underarter finns listade i Catalogue of Life.